# Algemene verkiezingen in Cambodja (1966)

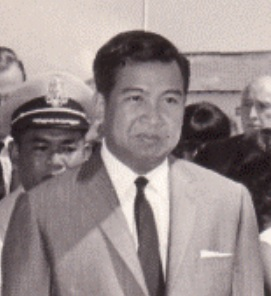
Prins Norodom Sihanouk, staatshoofd

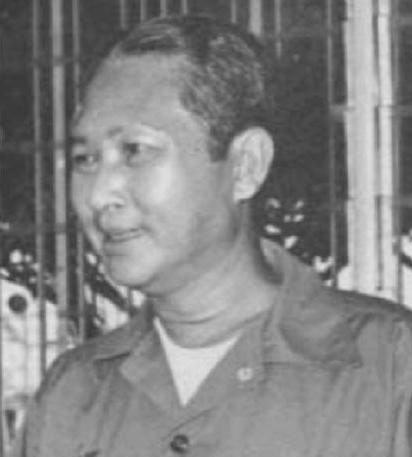
Generaal Lon Nol, premier

De algemene verkiezingen in Cambodja van 1966 vonden op 11 september van dat jaar plaats en resulteerden in een overwinning voor de regerende Sangkum-partij van prins Norodom Sihanouk. Sangkum was de de facto enige partij van het land en wist als gevolg daarvan alle 82 zetels in de wacht te slepen Het staatshoofd van Cambodja, prins Norodom Sihanouk stond wel enige pluraliteit toe binnen de regeringspartij. Van de 82 zetels gingen de meeste (59) zetels naar de conservatieve vleugel van de partij. Als uitvloeisel hiervan benoemde prins Sihanouk op 22 oktober generaal Lon Nol, een conservatief, tot premier van het land. Het regeringsbeleid werd door deze laatste naar rechts bijgesteld en hij nam meer afstand van de politiek van strikte neutraliteit ten opzichte van de grootmachten en gezocht naar toenadering tot de Verenigde Staten van Amerika Lon Nol streefde ook naar lossere betrekkingen met de Volksrepubliek China.

## Uitslag
| Partij              | Partij  | Zetels | %      |
| ------------------- | ------- | ------ | ------ |
|                     | Sangkum | 82     | 100,00 |
| Totaal              | Totaal  | 82     | 100,00 |
|                     |         |        |        |
| Opkomst             | Opkomst | 65,00% | 65,00% |
| Bron: Nohlen et al. |         |        |        |

Rechtervleugel: 59 zetels
Linkervleugel: 23 zetels